# 洣江街道
洣江街道，是中华人民共和国湖南省株洲市茶陵县下辖的一个乡镇级行政单位。

## 行政区划
洣江街道下辖以下地区：渡里村、荣华村、欧江村、仙源村、桃源村、诸睦村、拱塘村、雅环村、湖塘村、沙溪村、星桥村、土沙村12个村，1个居委会，1个湖塘渔场。